# Austa
Austa (bulgariska: Ауста) är ett distrikt i Bulgarien.   Det ligger i kommunen Obsjtina Momtjilgrad och regionen Kărdzjali, i den södra delen av landet, 230 kilometer sydost om huvudstaden Sofia.